# チェロソナタ (ヴィヴァルディ)
アントニオ・ヴィヴァルディが作曲したチェロソナタには、主な作品として、6つのチェロソナタ（Ⅵ Sonates Violoncello Solo col Basso）として出版されたソナタ集がある。この作品集は1720年から1730年の間に作曲され、1740年頃にフランス、パリの出版社ル・クレール兄弟（Le Clerc la Cadet）から出版された。出版経緯は明らかとなっていない。作品番号なしで出版されているが、便宜上「作品14」と呼称されることもある。本記事では、このソナタ集の他、未出版のチェロソナタについてもまとめて解説する。

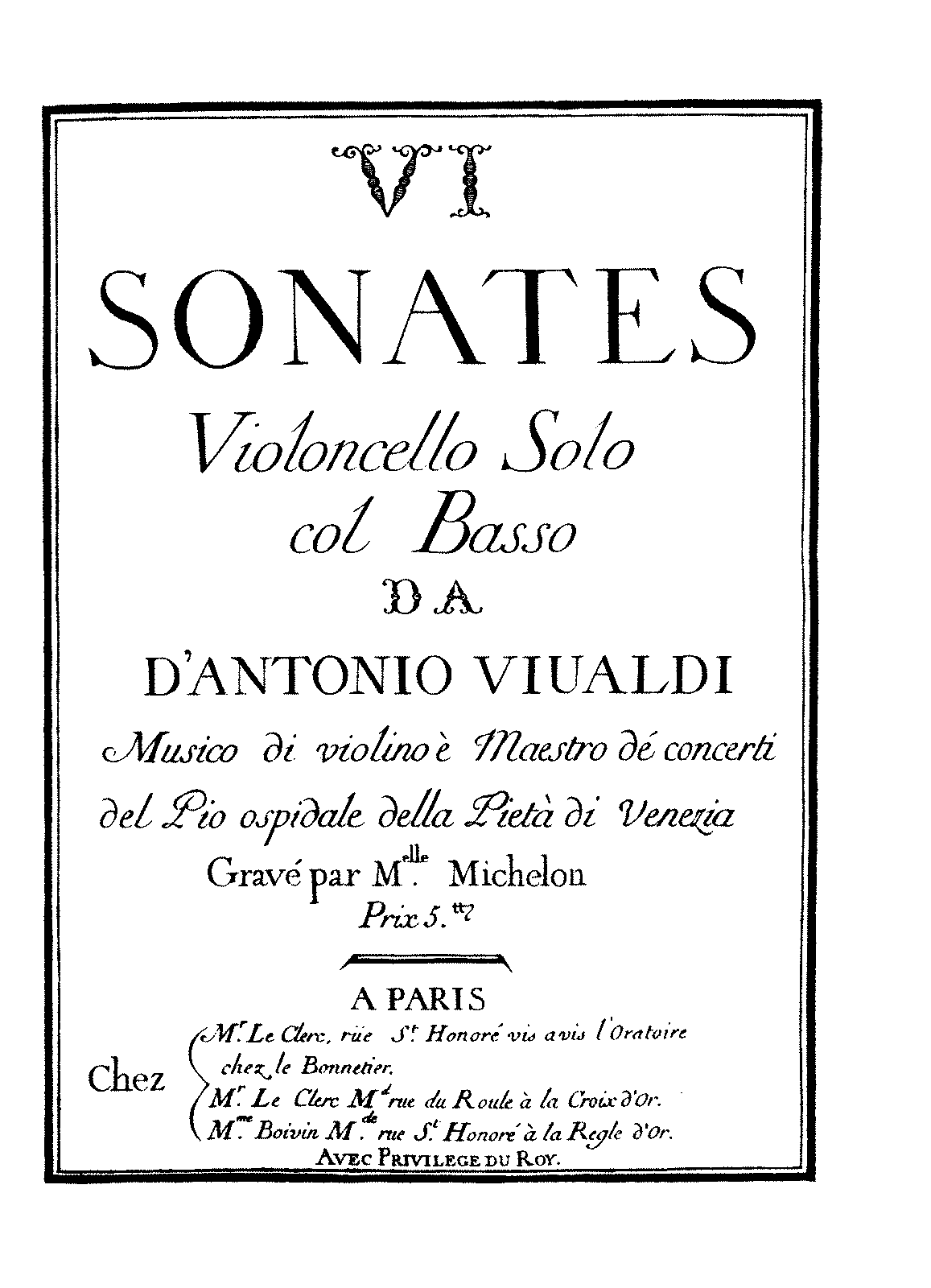
メルキュール・ド・フランスに掲載された出版広告

## 概説
『6つのチェロソナタ』は、ヴィヴァルディ最晩年の1740年頃に出版されたソナタ集で、作品1の『トリオ・ソナタ集』をパリで再販したル・クレール社から出版されている。作曲年代は1720年から1730年頃と推定され、室内楽であるためピエタの音楽会のためではなく、貴族や有力者の注文に応じて作られたものと推定されている。パリで出版された経緯は不明であり、1739年にヴィヴァルディの楽曲を入手したフランス人のシャルル・ド・ブロス経由の可能性や、出版社が無断で出版した可能性などが推測されるが、正確なことは判っていない。
出版作品以外には4曲のチェロソナタが確認されているが、ニ短調（RV 38）の曲は楽曲を喪失しており、ブライトコップ社のカタログに掲載されていた冒頭部の2小節のみが判明している。
出版譜は一部が音楽学者のアンリ・ブリュニエール（Henry Pruniers, 1886年 - 1942年）のコレクションにのみ存在していた。現在はパリ国立図書館に6曲すべてが収蔵されている。出版されていないソナタのうちの2つの写本は、ナポリ音楽院の図書館に保管されており、もう1つはヴィーゼントハイトの城に保管されている。

## 作品14
1740年12月のパリで発行された『メルキュール・ド・フランス』紙にル・クレール社とマダム・ボワヴァン（Mme Bouvin）社による6曲のチェロ・ソナタ集の出版広告が掲載されている。マルク・パンシェルルは広告に掲載された作品集と出版作のチェロ・ソナタ集とを同一のものと見て、暫定的に「作品14」の番号を割り当てた。以後「作品14」は一般的な呼称として定着したが、マイケル・トールボットは両者の同一視を避け、新聞広告に掲載された曲集は出版されなかった可能性が高いと推測した。その後、1989年に「作品13」とされていたソナタ集『忠実な羊飼い』が、ニコラ・シュドヴィルによる贋作と正式に認定されたこともあり、「作品14」は正式な呼称とは見なされなくなった。

## 作品内容
作品はすべて緩―急―緩―急の4楽章構成で、教会ソナタ（ソナタ・ダ・キエザ）の様式を示しているが、楽章に舞曲名を付けられた第6番以外も急速楽章が舞曲となっており、緩徐楽章にも舞曲の主題が多く見られ、調性の変化がほとんど見られないなど、室内ソナタ（ソナタ・ダ・カメラ）的な音楽構成となっている。また第1番（RV 47）の第2楽章は、「マンチェスター・ソナタ」の第9番（RV 17a）（またはその異稿であるRV 17）の第2楽章と同じ音楽が使用されている。

## 1740年パリ出版作品
- ソナタ第1番 変ロ長調 RV47
ラルゴ
アレグロ
ラルゴ
アレグロ
- ソナタ第2番 ヘ長調 RV41
ラルゴ
アレグロ
ラルゴ
アレグロ
- ソナタ第3番 イ短調 RV43
ラルゴ
アレグロ
ラルゴ
アレグロ
- ソナタ第4番 変ロ長調 RV45
ラルゴ
アレグロ
ラルゴ
アレグロ
- ソナタ第5番 ホ短調 RV40
ラルゴ
アレグロ
ラルゴ
アレグロ
- ソナタ第6番 変ロ長調 RV46
ラルゴ
アレグロ
ラルゴ
アレグロ

## その他のチェロソナタ（未出版）
- ソナタ第7番 イ短調 RV44
ラルゴ
アレグロ・ポコ
ラルゴ
アレグロ
- ソナタ第8番 変ホ長調 RV39
ラルゲット
アレグロ
アンダンテ
アレグロ
- ソナタ第9番 ト短調 RV42
プレルーディオ：ラルゴ
アレマンダ：アンダンテ
サラバンダ：ラルゴ
ジーガ：アレグロ
- ソナタ ニ短調 RV 38
冒頭2小節を除いて楽曲喪失